# MAKS (Raumfähre)

MAKS getragen auf der An-225 für den Start ins All

MAKS (russisch Многоцелевая авиационно-космическая система, kurz МАКС, „Mehrzweck-Luft-und-Raumfahrtsystem“) war ein Projekt der damals sowjetischen Firma RKK Energija in Zusammenarbeit mit dem OKB Mjassischtschew zur Entwicklung einer Raumfähre. Der MAKS-Orbiter wurde 1988 vorgeschlagen, das Projekt wurde 1991 eingestellt.

## Geschichte
Der MAKS-Orbiter sollte die Kosten für den Materialtransport in die Erdumlaufbahn um den Faktor zehn senken. Als Anwendungen war der Transport von Fracht und Kosmonauten in die erdnahe Umlaufbahn vorgesehen. Der Start des wiederverwendbaren Orbiters mit externem Verbrauchstank sollte mit einer von Antonow ASTC (Kiew, Ukraine) entwickelten Antonow An-225 erfolgen. Bei einem Gesamtgewicht des Systems von 275 Tonnen war eine Nutzlast von 7 Tonnen vorgesehen.
Drei Varianten des MAKS-Systems wurden konzipiert: Sowohl vom Raumgleiter wie auch vom Treibstofftank wurde jeweils ein 1:1-Modell gebaut.
- MAKS-OS: Die Standardkonfiguration mit dem Orbiter auf dem Kraftstofftank
- MAKS-T: Eine Version mit verbesserter Nutzlastfähigkeit und einer Konfiguration, die den Kraftstofftank über dem Orbiter beinhalten sollte
- MAKS-M: Eine Version, die ihren Treibstofftank in die Hülle des Orbiters einschließen sollte

Ab Juni 2010 erwog Russland, das MAKS-Programm wiederzubeleben. In der Ukraine entstanden aus diesem Projekt andere luftgestützten Orbiter-Projekte wie Svityaz und Oril.